# Armstrong Siddeley Cougar
Der Armstrong Siddeley Cougar ist ein Flugmotor, den der britische Hersteller Armstrong Siddeley seit 1945 baute. Der 9-Zylinder-Sternmotor hat einen Hubraum von 19.271 cm³. Der einzige Armstrong-Siddeley-Motor dieser Bauart wurde zwar getestet, aber nie in ein Flugzeug eingebaut und nie in Serie gebaut.

## Daten (Cougar)

### Allgemein
- Einreihiger 9-Zylinder-Sternmotor, luftgekühlt, mit Kompressor
- Bohrung: 139,7 mm
- Hub: 139,7 mm
- Hubraum: 19.271 cm³
- Länge: 1308 mm
- Durchmesser: 1257 mm
- Gewicht: 463 kg

### Komponenten
- Ventiltrieb: Zwei obenliegende Ventile pro Zylinder
- Kompressor: zentrifugal, Reduktionsgetriebe 8,17:1
- Gemischaufbereitung: R.A.E.-Hobson-AS/C2-Einspritzung in den Kompressor, mit automatischer Druckregelung
- Brennstoff: Flugbenzin, 100/130 D.E.D. 2475
- Schmierung: Trockensumpf, 551 kPa
- Öl: 20,5 cs-Grad, D.E.D. 2472B
- Kühlung: Luft
- Reduktionsgetriebe: nein

### Leistung
- Startleistung: 850 bhp (634 kW) bei 2800/min. und 1168 mm Hg-Säule,
- Dauerleistung: 690 bhp (515 kW) bei 2500/min. in 1829 m Höhe
- Höchstleistung: 730 bhp (544 kW) bei 2700/min. in 2286 m Höhe
- Sparleistung: 500 bhp (373 kW) bei 2300/min. in 3200 m Höhe
- Literleistung: 34,60 kW/l
- Kompression: 6,3:1
- Spezifischer Benzinverbrauch: 110 g/kW x h
- Spezifischer Ölverbrauch: 5 g/kW x h
- Leistungsgewicht: 0,734 kg/kW[1][2]